# Jakub Gimpel
Jakub Gimpel (ur. 16 kwietnia 1906 we Lwowie, zm. 12 marca 1989 w Los Angeles) – amerykański pianista polskiego pochodzenia.

## Życiorys
Brat Bronisława. Ukończył konserwatorium we Lwowie, następnie studiował w Wiedniu u Edwarda Steuermanna (fortepian) i Albana Berga (kompozycja). Debiutował publicznie jako pianista w 1923 roku w Wiedniu, następnie występował w Niemczech. Wraz z dojściem do władzy nazistów wyemigrował z Niemiec, początkowo do Palestyny. W 1938 roku wyjechał do Stanów Zjednoczonych. Po II wojnie światowej koncertował w Ameryce i Europie. Od 1971 roku wykładał na California State University w Northridge.
W jego repertuarze znajdowały się głównie utwory fortepianowe twórców okresu romantyzmu. W 1961 roku gościł w Polsce, dokonując wówczas dla Polskiego Radia nagrań fonograficznych Wariacji Es-dur „Eroica” op. 35 Beethovena, Sonaty h-moll op. 58 Schumanna oraz utworów Fryderyka Chopina. Niechętny rozgłosowi wokół swojej osoby i introwertyczny z natury, nie odniósł publicznego sukcesu i pomimo talentu został przyćmiony przez innych wykonawców.